# Agylla subvoluta
Agylla subvoluta là một loài bướm đêm thuộc phân họ Arctiinae, họ Erebidae.